# لوسي فوكس
لوسي فوكس (بالإنجليزية: Lucy Fox)‏ هي ممثلة أمريكية، (ولدت في نيويورك في الولايات المتحدة 1897 – 1970 م).

## وصلات خارجية
- لوسي فوكس على موقع IMDb (الإنجليزية)
- لوسي فوكس على موقع أول موفي (الإنجليزية)
- لوسي فوكس على موقع قاعدة بيانات الأفلام السويدية (السويدية)
- لوسي فوكس على موقع قاعدة بيانات الفيلم (الإنجليزية)
- لوسي فوكس على موقع كينوبويسك (الروسية)